# 多米奇
多米奇（德語：Dommitzsch，發音：[ˈdɔmɪtʃ] ⓘ）是德国萨克森州北萨克森县的城市，面积30.44平方千米，2023年12月31日人口为2,319人。